# Sphaeronaema sesami
Sphaeronaema sesami är en svampart som beskrevs av S.P. Sehgal & Dafteri 1966. Sphaeronaema sesami ingår i släktet Sphaeronaema, divisionen sporsäcksvampar och riket svampar.   Inga underarter finns listade i Catalogue of Life.